# Vinylacétylène
Le vinylacétylène, ou butényne, est un composé chimique de formule HC≡C–CH=CH2. Il s'agit du plus simple des énynes, à la fois alcène et alcyne. Il se présente sous forme d'un gaz incolore très instable qui tend à se décomposer spontanément de façon explosive, de sorte qu'il n'est pas distribué commercialement sous forme purifiée car il est alors impossible à stocker de façon sûre : on ne doit le manipuler que dilué dans un gaz inerte ou un mélange de gaz inertes, toute concentration molaire supérieure à 30 % induisant un risque d'explosion ; un tel accident est survenu en 1969 à l'usine Union Carbide de Texas City.
Il a d'abord été préparé chez DuPont en 1913 par élimination de Hofmann du sel d'ammonium quaternaire associé :
[(CH3)3NCH2CH=CHCH2N(CH3)3]I2 → 2 [(CH3)3NH]I + HC≡C-CH=CH2.
Actuellement, il est le plus souvent produit par déshydrogénation du 1,3-dichloro-2-butène H3C–CCl=CH–CH2Cl ainsi que par dimérisation de l'acétylène HC≡CH — une réaction catalysée par le chlorure de cuivre(I) CuCl en solution aqueuse — ou par déshydrogénation du butadiène H2C=CH–CH=CH2.
Le chloroprène CH2=CH–CCl=CH2, un monomère important dans l'industrie, était autrefois produit par l'intermédiaire du vinylacétylène.